# Psilocerea acerata
Psilocerea acerata är en fjärilsart som beskrevs av Fletcher 1978. Psilocerea acerata ingår i släktet Psilocerea och familjen mätare. Inga underarter finns listade.